# 托马斯·布林克曼
托马斯·布林克曼（德語：Thomas Brinkmann，1968年1月5日—），德国男子曲棍球运动员。他曾代表西德国家队参加1988年夏季奥林匹克运动会曲棍球比赛，获得一枚银牌。